# Обсерваторія Гриффіта
Обсерваторія Гриффіта розташована в Лос-Анджелесі, Каліфорнія, США. Обсерваторія розташована на південному схилі гори Голлівуд в Лос-Анджелеському Парку Ґриффіта. З обсерваторії видно центр Лос-Анджелеса на південному сході, Голлівуд на півдні, і Тихий океан на південному заході. Обсерваторія є популярним туристичним атракціоном.

## Історія
Земля на якій знаходиться обсерваторія була безплатно передана місту Лос-Анджелес Ґриффітом Дженкінсом Ґриффітом (англ. Griffith Jenkins Griffith) в 1896 році. Ґриффіт пожертвував гроші на будівництво обсерваторії, виставкового залу і  планетарію. Будівництво почалося 20 червня 1933 року, дизайнером проекту став архітектор Джон Остін (англ. John C. Austin). Обсерваторія і прилеглі до неї виставкові зали були відкриті для публіки 14 травня 1935 року. Протягом перших п'яти днів роботи обсерваторію відвідало понад 13000 осіб. Першим директором музею був Дімсмор Альтер (англ. Dinsmore Alter). В даний час директором обсерваторії є  доктор Ед Крупп (англ. Ed Krupp).
З 2013 року обсерваторія стала неофіційним меморіалом телеведучого Г'юелла Гоузера.

## Виставки
Перші відвідувачі виставки в 1935 році побачили маятник Фуко, який було сконструйовано для показу обертання Землі . Серед експонатів також були 305 мм  телескоп-рефрактор фірми «Карл Цайс», трипучковий геліостат (сонячний телескоп) в західному куполі, і 11-метрова рельєфна модель північного полюса Місяця.
Також було включено оригінальний дизайн планетарію під великим центральним куполом. Перші покази були присвячені темам Місяця, планет Сонячної Системи і затемнення.
Протягом Другої Світової Війни планетарій використовувався для тренувань пілотів в небесній навігації. Планетарій почав знову використовуватися за своїм призначенням в 1960 роках для тренування астронавтів за програмою "Аполлон" (для перших місій на Місяць).
Театр планетарію було оновлено в 1964 році шляхом установки проектора Mark IV Zeiss..

### Реконструкція і розширення

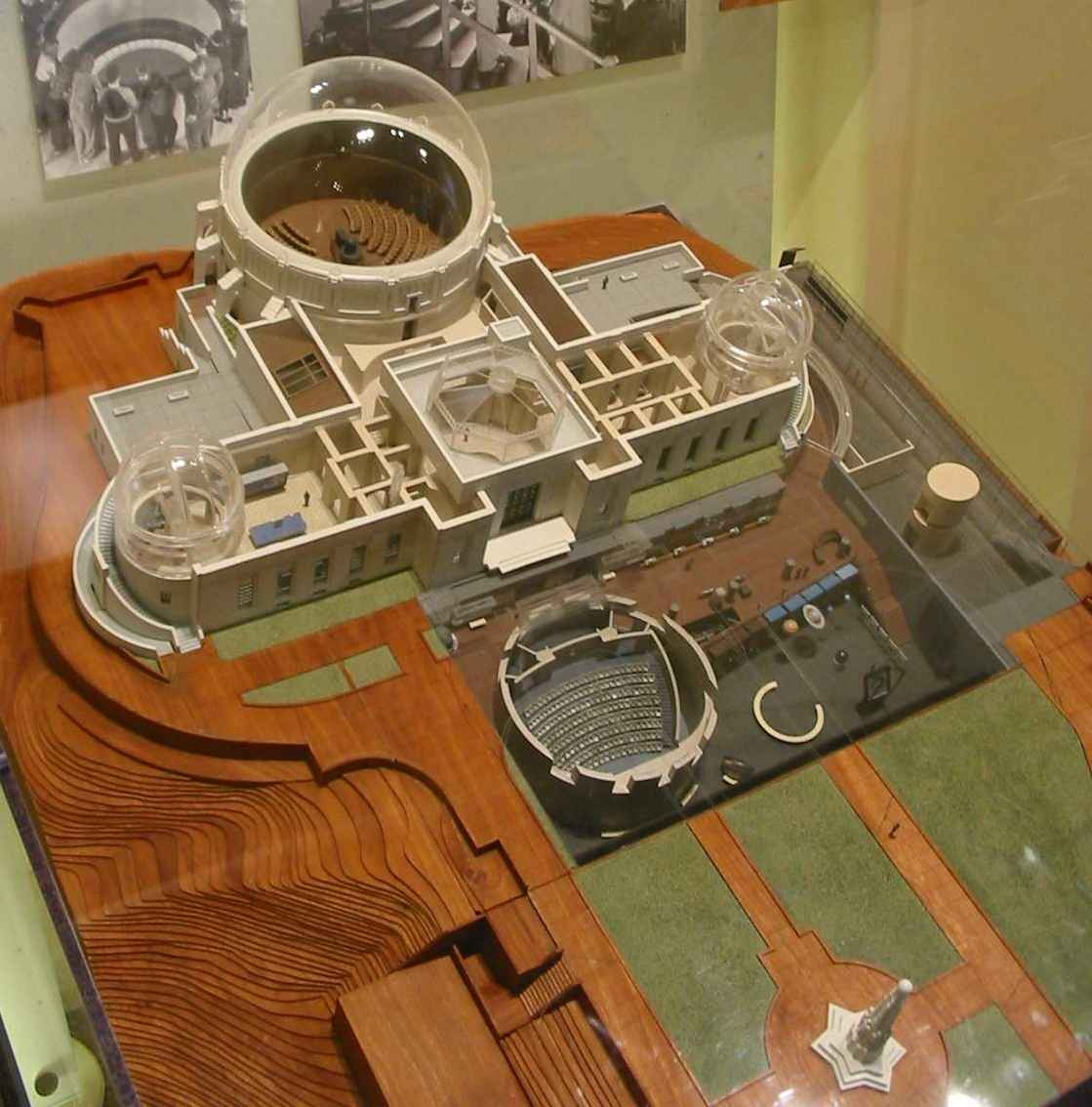
Модель, що показує нові підземні виставки

Обсерваторію закрили в 2002 році для реконструкції і значного збільшення виставкового простору. І було знову відкрито для публічного відвідування 3 листопада 2006 року зі збереженим арт-деко екстер'єром. 93 мільйони доларів США, витрачених на реконструкцію, було заплачено переважно випуском громадських облігацій. Було відреставровано будівлю, прекрасно відновлено купол планетарію. Будівлю було розширено вниз, з повністю новими виставками , кафе, магазин з подарунками, і новий театр Leonard Nimoy Event Horizon . На одній зі стін всередині будівлі розміщено найбільше у світі (50 метрів завдовжки і 6 метрів висотою) астрономічно точне зображення скупчення галактик у сузір'ї Діви, яке називається «Велика Картина»; відвідувачі можуть вивчити фотографії високої чіткості з ручними лупами або через телескопи, що знаходяться за 18 метрів. Зоряний проектор Zeiss Mark IV, 1964 року випуску, був замінений на Zeiss Mark IX Universarium. Тепер старий проектор планетарію є частиною підземної виставки «Шлях по якому людство дивилося на небо».

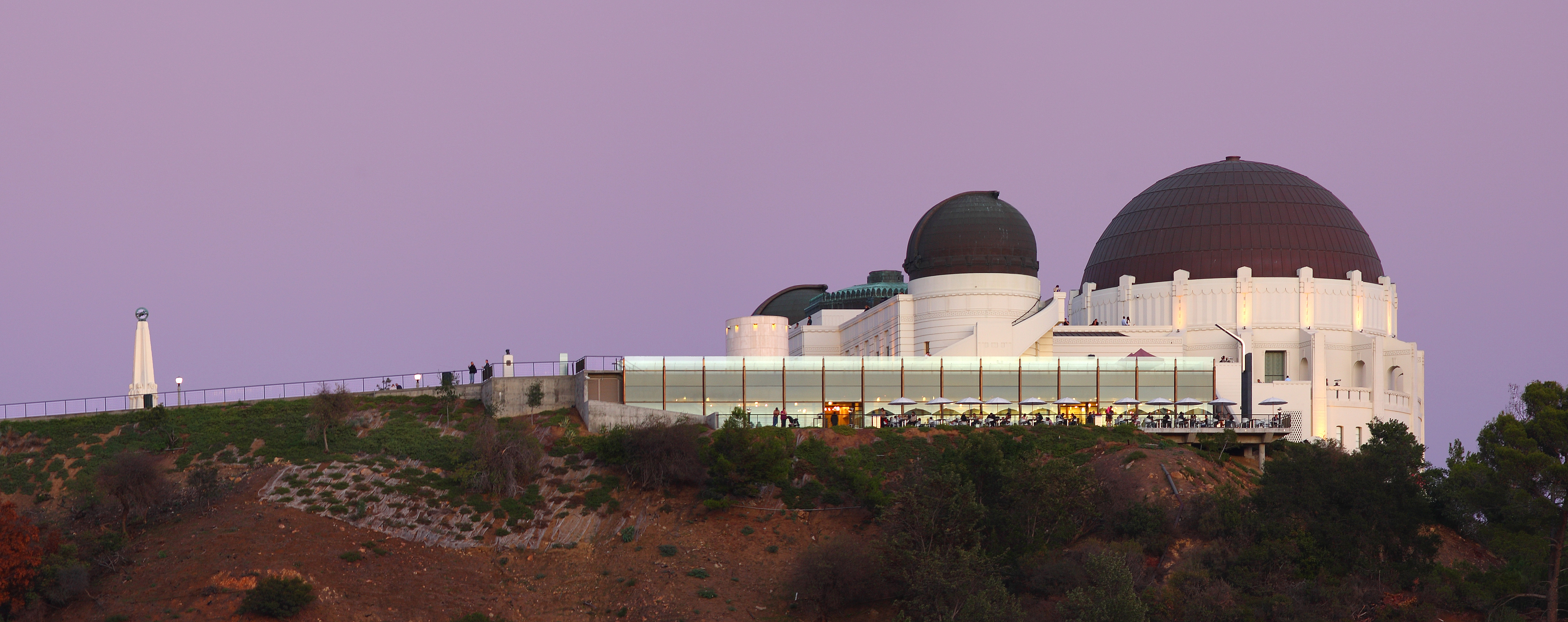
Вид збоку на обсерваторію після реконструкції в 2007 році

З того часу як обсерваторія відкрилася, тобто з 1935 року, відвідування було безкоштовним, відповідно до бажання Гріффіта. Квитки на шоу Centered in the Universe в 290 місцевий Samuel Oschin Театр Планетарій продаються окремо в касі обсерваторії. Квитки продаються в порядку живої черги.
Дітям віком до 5 років безкоштовно, але вони допускаються тільки на одне шоу планетарію в день. Тільки члени групи підтримки обсерваторії «Друзі обсерваторії» можуть зарезервувати квитки на показ в планетарії.
«Родзинкою» програми Centered in the Universe є відео високої чіткості, спроєктоване інноваційною лазерною системою, розробленою корпорацією Evans and Sutherland, протягом шоу на короткий час з'являється нічне небо спроєктоване Zeiss Universarium. Команда аніматорів працювала більше 2 років, щоб зробити 30-хвилинну програму. Актори, які підтримують світіння небесної півсфери, виконують виставу під керуванням Кріса Шелтона (англ. Chris Shelton).
10 травня 2007 року обсерваторію було закрито через пожежі на прилеглих пагорбах.
25 травня 2008 року, обсерваторія запропонувала відвідувачам пряму трансляцію посадки місії Phoenix на  Марсі.

## Зустрічається в фільмах
Фільми
Обсерваторія з'являється в декількох кадрах в наступних фільмах:
- 1935 —   The Phantom Empire [en]  [11]
- 1953 —   Phantom from Space [en]
- 1954 —   Tobor the Great [en]
- 1955 — Бунтар без причини[en]
- 1958 — War of the Colossal Beast[en]
- 1959 —   The Cosmic Man [en]
- 1974 — Флеш Гордон
- 1980 —  Опівнічне безумство[en]
- 1984 —  Термінатор
- 1987 — Мережі зла
- 1988 — Земні дівчата легкодоступні
- 1991 —  Ракетник[en]
- 1996 —  The People vs. Larry Flynt
- 1997 — The End of Violence[en]
- 1999 —  Bowfinger
- 1999 —  House on Haunted Hill
- 2002 —  Queen of the Damned
- 2003 —   Ангели Чарлі
- 2007 —   Ненсі Дрю

- 2007 —   Трансформери
- 2008 —  Yes Man
- 2009 — Термінатор 4: Спасіння прийде (візит руїн)
- 2015 —  Термінатор: Генезис  (візит в 1984 році)
- 2016 —   Ла-Ла Ленд
- 2022 —  Падіння Місяця
- 2023 —  Родинний обмін

Телебачення
- Церемонія MTV VMA 2010  (Linkin Park виступили з синглом The Catalyst)

Обсерваторія з'являється в епізодах в таких телевізійних серіалах:
- 24  (День 1 3:00 pm-4:00pm; aired on 19 Марта 2002 роки)
- Adventures of Superman  (перший епізод, в лабораторії Джор-Ельс з планети Супермена Криптон; в інших епізодах, обсерваторія Metropolis.)
- Angel  (епізод «Are You Now or Have You Ever Been», з Angel одягаються червоний светр на знак поваги до Джеймса Діна (James Dean's)  Rebel Without a Cause ).[12]
- Beverly Hills, 90210  («Rebel with a Cause», епізод 13)
- CHiPs
- Danny Phantom
- The Late Late Show with Craig Ferguson
- MacGyver
- Місія нездійсненна
- Місячне сяйво
- Quantum Leap  (Прощай Norma Jean)
- Remington Steele
- Rocky Jones, Space Ranger
- Star Trek: Voyager  (епізод з другої частини «Future's End»)
- The Man from U.N.C.L.E
- The New Adventures of Wonder Woman між 1977 і 1979.
- Сімпсони
- The Wonder Years .

 Ігри 
- Grand Theft Auto: San Andreas
- Mafia II.
- Grand Theft Auto V
- Need For Speed: Underground 2
- Wasteland 2[en]

Решта засобів масової інформації
- Зображення обсерваторії показано в 2Pac музичному відео, To Live And Die In L.A.. Відео показує Лос-Анджелес з його визначними пам'ятками.

## Галерея

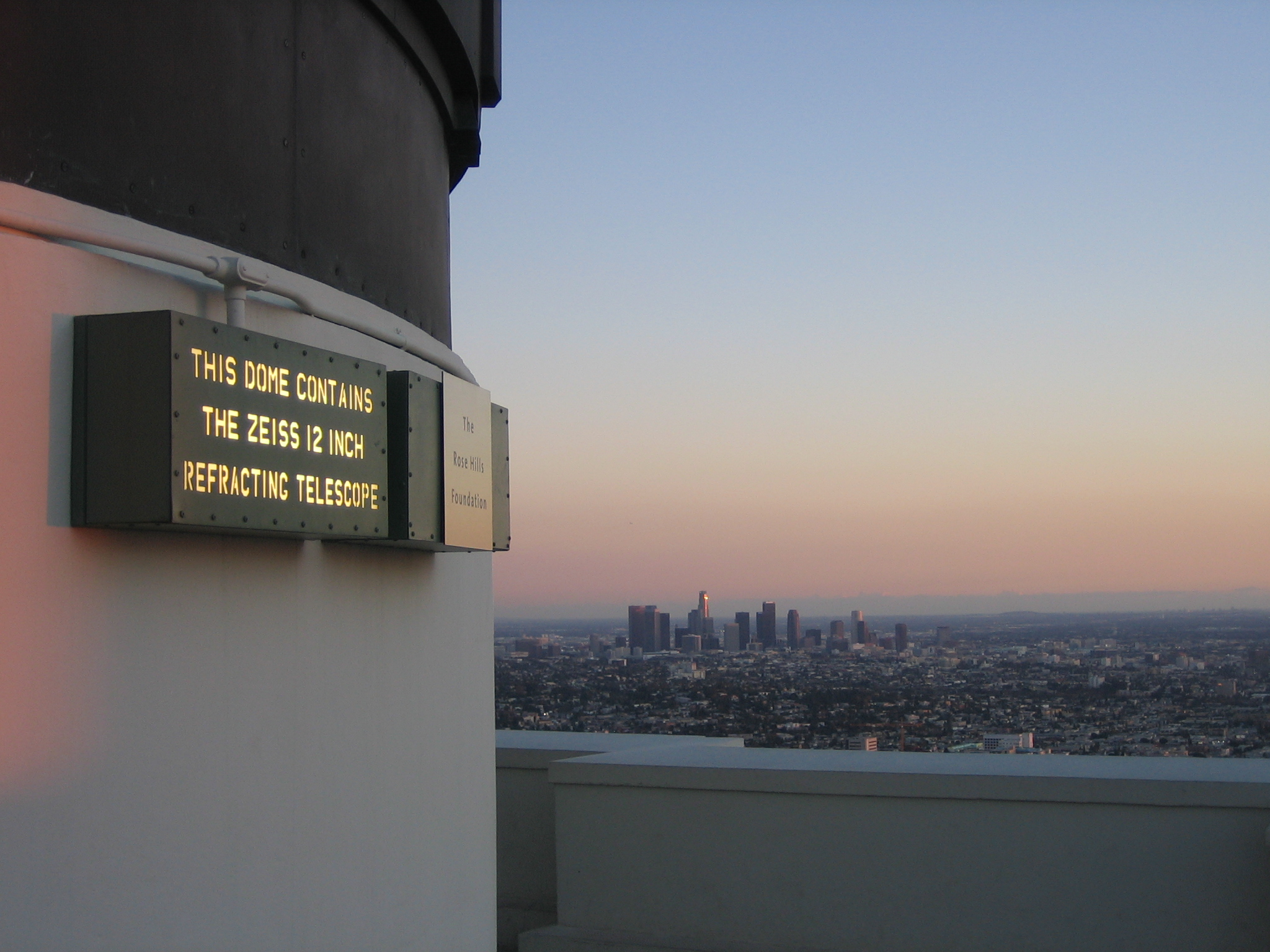
Вид на Лос-Анджелес з телескопа.
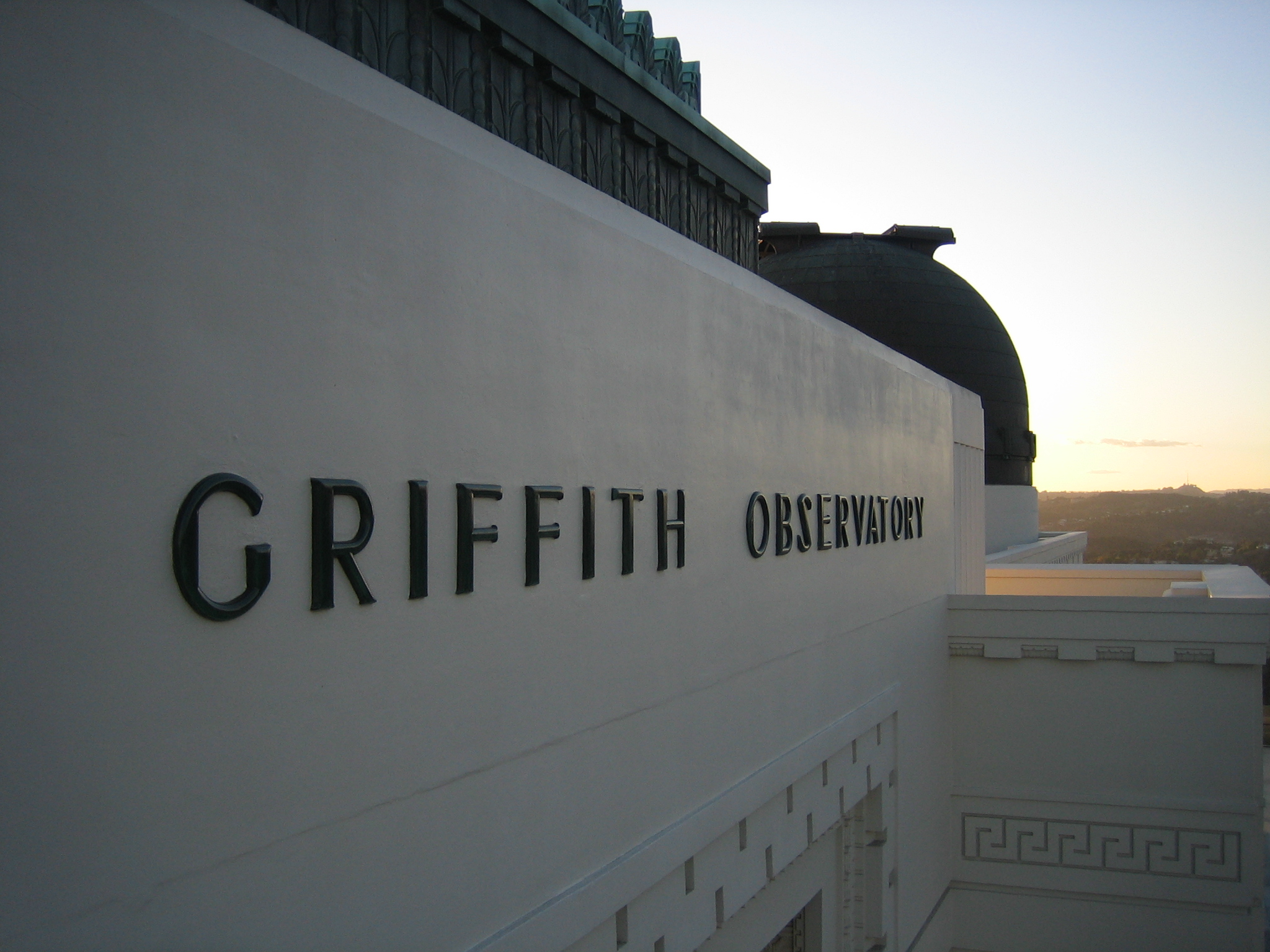
Назва обсерваторії зблизька.
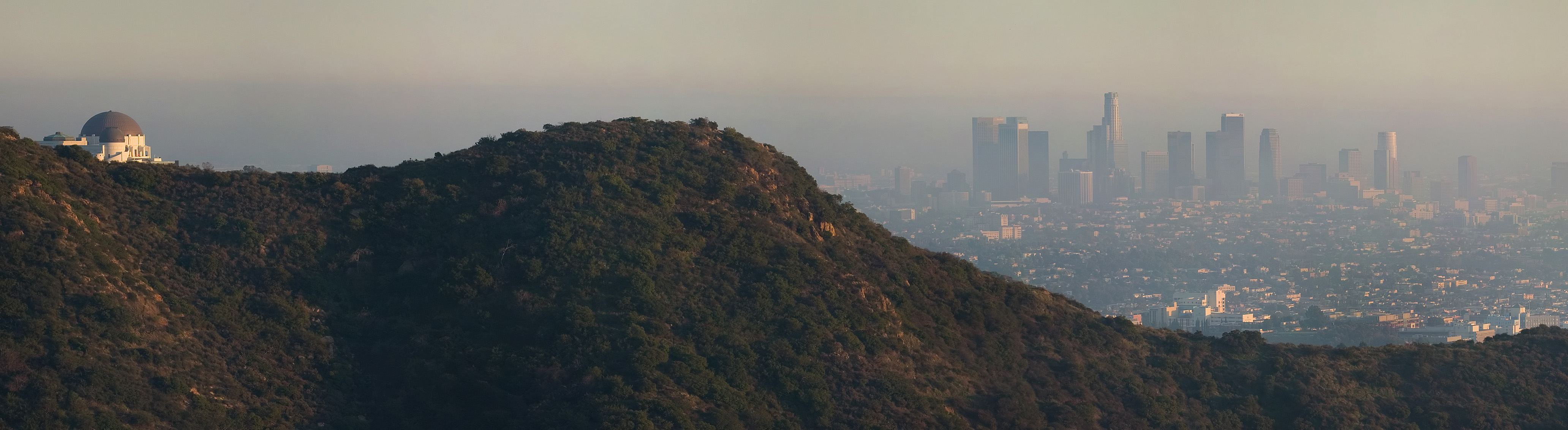
Панорама Лос-Анджелеса і обсерваторії Гріффіта, знято з Голлівудських пагорбів.
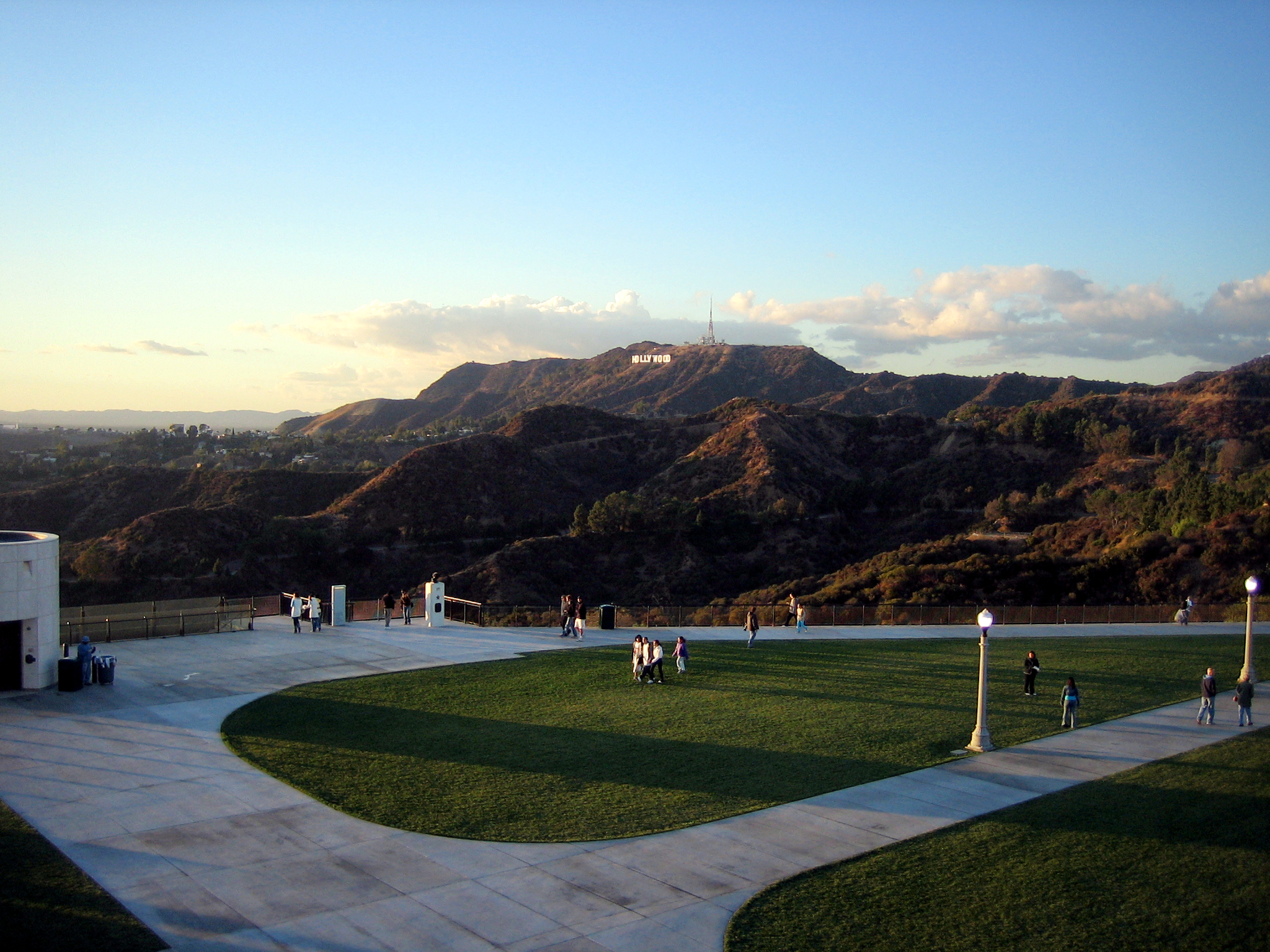
Вид на гігантську напис Голлівуд в сонячний день.
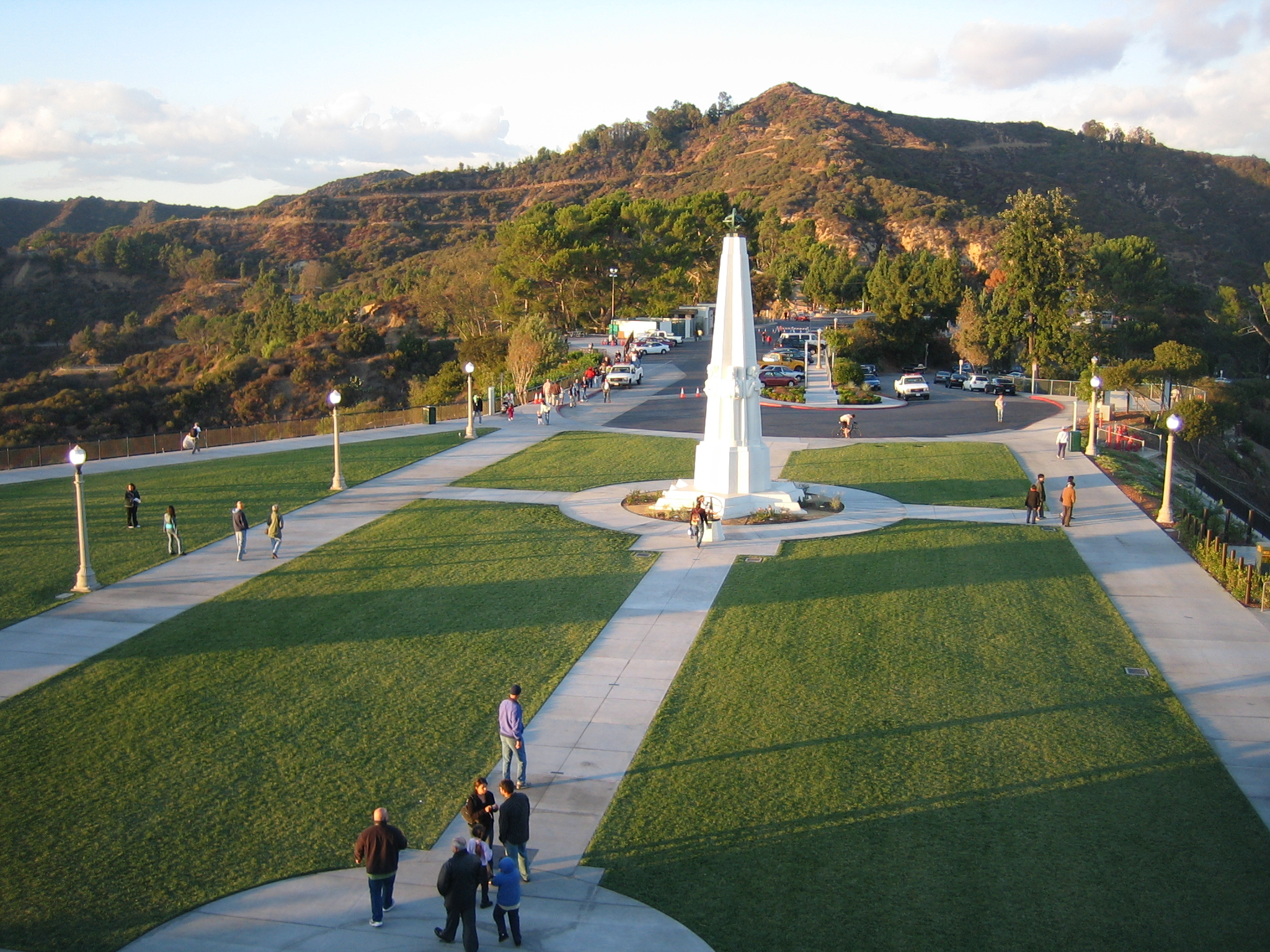
Нижній вхід і стежки Парку Ґриффіта, дивлячись на північ з даху обсерваторії.
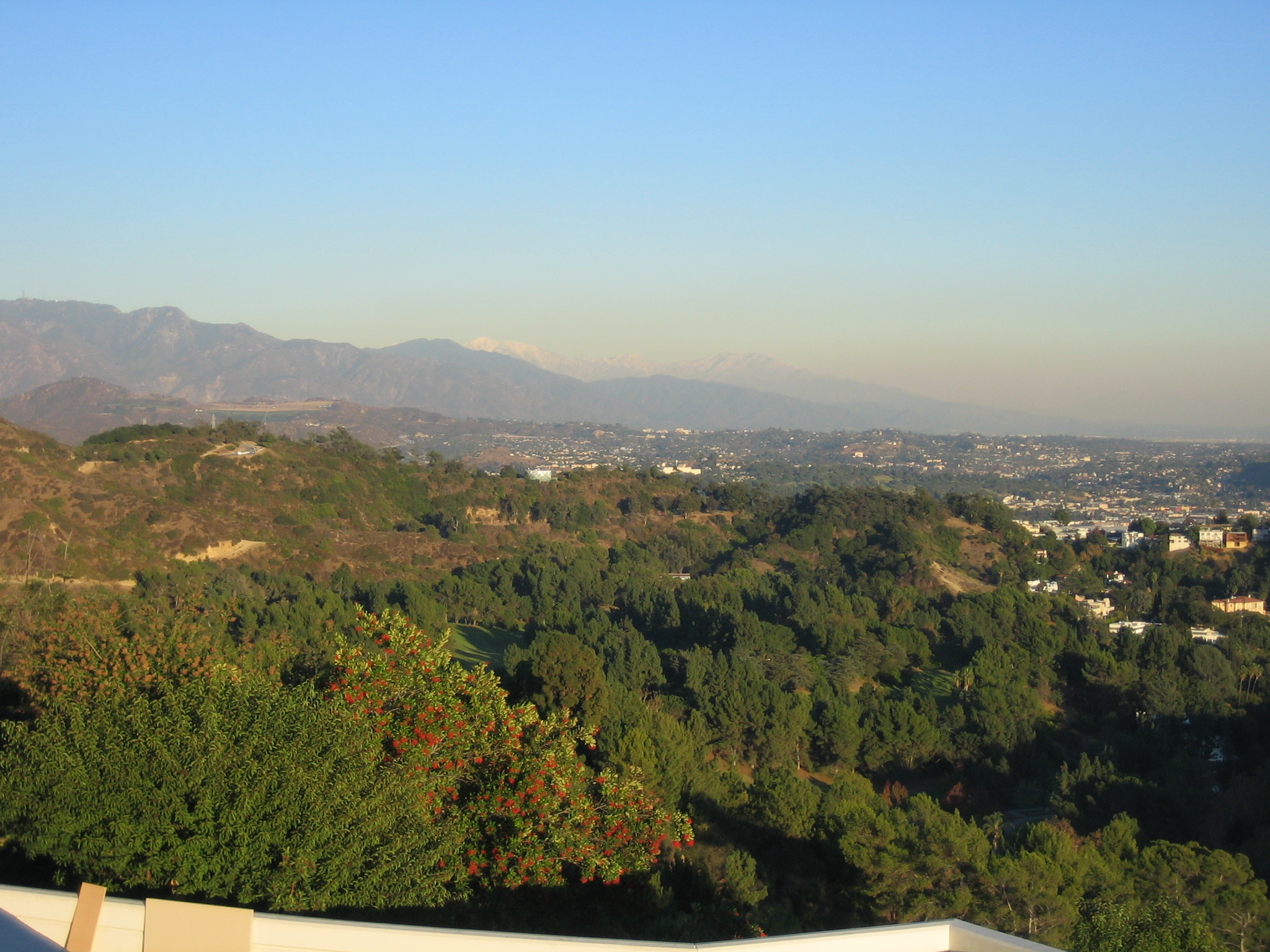
Вид на схід з півдня Парку Ґриффіта
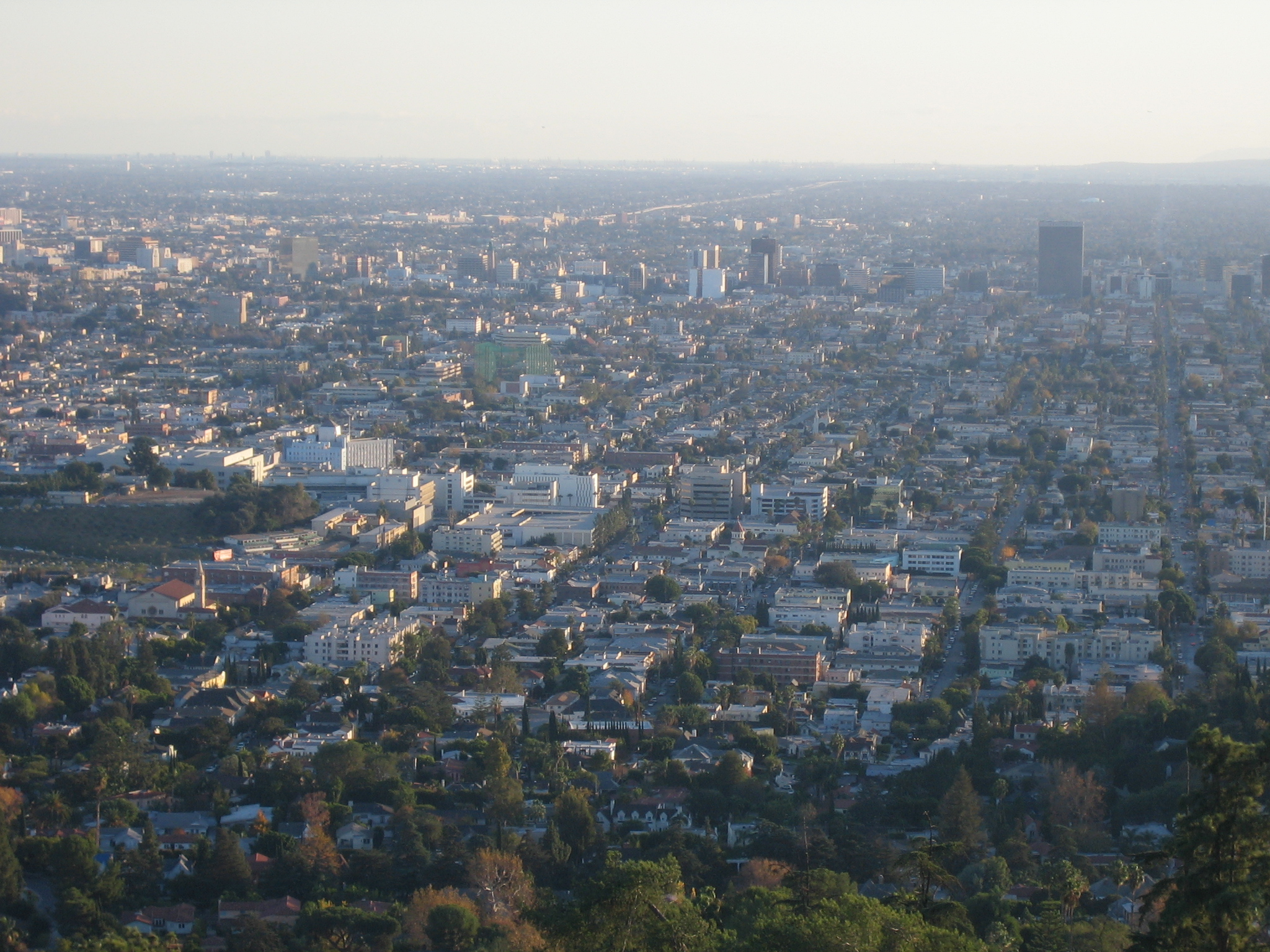
Вид на Лос-Анджелес з півдня обсерваторії і з Малої Вірменією в центрі фото.